# Ruth Buzzi
Ruth Ann Buzzi (Westerly, Rhode Island, 1936. július 24. – Fort Worth, Texas, 2025. május 1.) Golden Globe-díjas amerikai komikus, színésznő, szinkronszínész.

## Élete és pályafutása
Fiatalon a kaliforniai Pasadena Playhouse-ban tanult színészetet, ahol Dustin Hoffman és Gene Hackman is osztálytársa volt.
Pályafutása során olyan filmekben volt látható, mint a Bunyó karácsonyig, a Halálbiztos diagnózis vagy a Hetedik mennyország. Szinkronszínészként a Macskarisztokraták vagy a Szezám utca című művekben kölcsönözte hangját.
1973-ban elnyerte a legjobb női mellékszereplőnek járó Golden Globe-díjat, valamint háromszor jelölték Primetime Emmy-díjra.
Halálát Alzheimer-kór szövődményei okozták.

## Filmográfia

### Film
| Év   | Magyar cím                  | Eredeti cím                             | Szerep                                        | Magyar hang       |
| ---- | --------------------------- | --------------------------------------- | --------------------------------------------- | ----------------- |
| 1970 | Macskarisztokraták          | The Aristocats                          | Frou-Frou (énekhang)                          |                   |
| 1976 | Bolondos péntek             | Freaky Friday                           | az ellenfél edzője                            | Sipos Eszter Anna |
| 1977 | A mentőcsapat               | The Rescuers                            | német egér (hangja)                           |                   |
| 1978 |                             | Record City                             | Olga                                          |                   |
| 1979 |                             | The North Avenue Irregulars             | Dr. Rheems                                    |                   |
| 1979 | Almagombóc banda 2.         | The Apple Dumpling Gang Rides Again     | Kotnyeles idős Kate                           | Illyés Mari       |
| 1979 | Kaktusz Jack                | The Villain                             | bajba jutott hölgy                            | Illyés Mari       |
| 1979 | Kaktusz Jack                | The Villain                             | bajba jutott hölgy                            | Bessenyei Emma    |
| 1979 |                             | Skatetown, U.S.A.                       | Elvira                                        |                   |
| 1980 |                             | I Go Pogo                               | Miz Beaver / Miss Mam'selle Hepzibah (hangja) |                   |
| 1981 |                             | Crazy Street Life                       | Consuelo                                      |                   |
| 1983 |                             | The Being                               | Virginia Lane                                 |                   |
| 1984 |                             | Surf II                                 | Chuck anyja                                   |                   |
| 1986 | Bunyós zsaruk               | Bad Guys                                | Petal McGurk                                  |                   |
| 1988 | Beszélő kutyák csodacsontja | Pound Puppies and the Legend of Big Paw | Nose Marie (hangja)                           |                   |
| 1988 |                             | Dixie Lanes                             | Betty                                         |                   |
| 1989 |                             | Up Your Alley                           | Marilyn                                       |                   |
| 1989 | Farkasember a mamám         | My Mom's a Werewolf                     | Madame Gypsy                                  |                   |
| 1990 | A szerencse fia             | Wishful Thinking                        | Jody                                          | Némedi Mari       |
| 1990 |                             | Diggin' Up Business                     | Widow Knockerby                               |                   |
| 1994 |                             | The Best of Elmo                        | Ruthie                                        |                   |
| 1994 | Bunyó karácsonyig           | Botte di Natale                         | Maw                                           | Halász Aranka     |
| 1999 | Elmo nagy kalandja          | The Adventures of Elmo in Grouchland    | Ruthie                                        |                   |
| 2000 |                             | Nothing but the Truth                   | Lois Troy                                     |                   |
| 2004 |                             | Adventures in Homeschooling (rövidfilm) | Gertie Hemple                                 |                   |
| 2006 | Bukott Angyalok             | Fallen Angels                           | Perril                                        |                   |
| 2020 |                             | Glenn's Gotta Go!                       | Polly nagymama                                |                   |
| 2021 |                             | One Month Out                           | Agnes                                         |                   |

### Televízió
| Év        | Magyar cím                     | Eredeti cím                                                       | Szerep                                      | Megjegyzések                               |
| --------- | ------------------------------ | ----------------------------------------------------------------- | ------------------------------------------- | ------------------------------------------ |
| 1964      |                                | The Garry Moore Show                                              | önmaga                                      | 1 epizód                                   |
| 1964–1965 |                                | Linus the Lionhearted                                             | Granny Goodwitch                            | 3 epizód                                   |
| 1967      |                                | The Steve Allen Comedy Hour                                       | önmaga                                      |                                            |
| 1967      |                                | The Monkees                                                       | Mrs. Weatherspoon                           | 1 epizód                                   |
| 1967–1968 |                                | That Girl                                                         | Pete Peterson                               | 5 epizód                                   |
| 1967–1973 |                                | Rowan and Martin's Laugh-In                                       | állandó szereplő                            | 141 epizód                                 |
| 1968–1973 |                                | The Carol Burnett Show                                            | több szerep                                 | 5 epizód                                   |
| 1969      |                                | In Name Only                                                      | Ruth Clayton                                | tévéfilm                                   |
| 1970      |                                | Disneyland                                                        | Soprano (hangja)                            | 1 epizód                                   |
| 1970–1973 |                                | Love, American Style                                              | Beverly                                     | 2 epizód                                   |
| 1970–1974 |                                | The Dean Martin Show                                              | önmaga                                      | 16 epizód                                  |
| 1971      |                                | Night Gallery                                                     | éhes boszorkány                             | 1 epizód                                   |
| 1972      |                                | Here's Lucy                                                       | Annie Whipple                               | 1 epizód                                   |
| 1973–1976 |                                | Medical Center                                                    | Rose Jenkins                                | 2 epizód                                   |
| 1974      |                                | Lotsa Luck                                                        | Wilma Wallachek                             | 1 epizód                                   |
| 1974      |                                | Paradise                                                          | Roberta                                     | tévéfilm                                   |
| 1974      |                                | ABC Afterschool Special                                           | takarítónő                                  | 1 epizód                                   |
| 1975–1976 |                                | The Lost Saucer                                                   | Fi                                          | 16 epizód                                  |
| 1976      |                                | Emergency!                                                        | Amy Merkle                                  | 1 epizód                                   |
| 1976      | Muppet Show                    | The Muppet Show                                                   | vendégszereplő                              | 1 epizód                                   |
| 1977      |                                | Once Upon a Brothers Grimm                                        | Astrid királynő                             | tévéfilm                                   |
| 1977–1978 |                                | Baggy Pants and the Nitwits                                       | Gladys                                      | 16 epizód                                  |
| 1978–1987 | Szerelemhajó                   | The Love Boat                                                     | Patti Harmon / önmaga                       | 2 epizód                                   |
| 1979      |                                | Legends of the Superheroes                                        | Minerva néni                                | 1 epizód                                   |
| 1979      |                                | Whatever Turns You On                                             | több szerep                                 | 14 epizód                                  |
| 1979–1980 |                                | CHiPs                                                             | önmaga (stáblistán nem szerepel)            | 2 epizód                                   |
| 1981      |                                | Alice                                                             | Chloe                                       | 1 epizód                                   |
| 1981      |                                | Aloha Paradise                                                    | önmaga                                      | 1 epizód                                   |
| 1982      |                                | Trapper John, M.D.                                                | Laura Morley                                | 1 epizód                                   |
| 1983      |                                | Gun Shy                                                           | Mrs. Mound                                  | 1 epizód                                   |
| 1983      | Ármány és szenvedély           | Days of Our Lives                                                 | Leticia Bradford                            | 6 epizód                                   |
| 1983      | Alvin és a mókusok             | Alvin and the Chipmunks                                           | ismeretlen szereplő hangja                  | 13 epizód                                  |
| 1984      |                                | Masquerade                                                        | Claire Hayes                                | 1 epizód                                   |
| 1984      |                                | Don't Ask Me, Ask God                                             | Jonesey felesége                            | különkiadás                                |
| 1985      |                                | George Burns Comedy Week                                          | Juliette                                    | 1 epizód                                   |
| 1985–1986 | Praclifalva lakói              | Paw Paws                                                          | Pruney Paw néni (hangja)                    | 21 epizód                                  |
| 1985–1987 | A mackócsalád                  | The Berenstain Bears                                              | medve mama / egyéb szereplők hangja         | 52 epizód                                  |
| 1986      |                                | Check It Out!                                                     | Tiffany Cobb                                | 1 epizód                                   |
| 1986      |                                | Life with Lucy                                                    | Mrs. Wilcox                                 | 1 epizód                                   |
| 1986      |                                | Kids Incorporated: Rock in the New Year                           | Blanche                                     | tévéfilm                                   |
| 1986–1987 |                                | Pound Puppies                                                     | Nose Marie                                  | 26 epizód                                  |
| 1988      | Judy Jetson és a Rockerek      | Rockin' with Judy Jetson                                          | Felonia Funk (hangja)                       | tévéfilm                                   |
| 1988–1990 |                                | The Munsters Today                                                | Dracula anyja                               | 2 epizód                                   |
| 1988–1991 | Űrapu                          | Out of This World                                                 | Mrs. Miller / Mabel T Stone                 | 3 epizód                                   |
| 1989      |                                | Marvin: Baby of the Year                                          | Chrissy anyja (hangja)                      | tévéfilm                                   |
| 1990      | Chip és Dale – A Csipet Csapat | Chip 'n Dale: Rescue Rangers                                      | Mrs. Sweeney (hangja)                       | 1 epizód                                   |
| 1990      |                                | Gravedale High                                                    | Miss Fresno (hangja)                        | 1 epizód                                   |
| 1990      |                                | Saved by the Bell                                                 | Roberta Powers                              | 1 epizód                                   |
| 1991      |                                | They Came from Outer Space                                        | Carol                                       | 1 epizód                                   |
| 1991      |                                | The New Adam-12                                                   | Mrs. Woolridge                              | 1 epizód                                   |
| 1992      | Fürkészszárny                  | Darkwing Duck                                                     | Dottie Debson / földönkívüli tehén (hangja) | 2 epizód                                   |
| 1992      | Lucky Luke kalandjai           | Lucky Luke                                                        | Dalton mama                                 | - 1 epizód - magyar hangja: - Kassai Ilona |
| 1992      |                                | Major Dad                                                         | Mattie Fae Tillman                          | 1 epizód                                   |
| 1993      | Subidubidú!                    | I Yabba-Dabba Do!                                                 | egyéb szereplők hangja                      | tévéfilm                                   |
| 1993      |                                | Hollyrock-a-Bye Baby                                              | Bernice (hangja)                            | tévéfilm                                   |
| 1993      |                                | Sesame Street Stays Up Late!                                      | Ruthie                                      | tévéfilm                                   |
| 1993–1994 | Cro, az őshonos ősokos         | Cro                                                               | Nandy                                       | - 20 epizód - magyar hangja: - Némedi Mari |
| 1993–1995 | A Rózsaszín párduc             | The Pink Panther                                                  | egyéb szereplők hangja                      | 40 epizód                                  |
| 1993–2008 | Szezám utca                    | Sesame Street                                                     | több szerep                                 | 86 epizód                                  |
| 1994      |                                | Sesame Street's All-Star 25th Birthday: Stars and Street Forever! | Ruthie                                      | különkiadás                                |
| 1995–1996 |                                | Savage Dragon                                                     | egyéb szereplők hangja                      | 26 epizód                                  |
| 1997      |                                | The Jamie Foxx Show                                               | Lekeisha Roshanda Jackson bírónő            | 1 epizód                                   |
| 1998      | Sabrina, a tiniboszorkány      | Sabrina the Teenage Witch                                         | Delilah                                     | 1 epizód                                   |
| 1998      |                                | Elmopalooza                                                       | Ruthie                                      | tévéfilm                                   |
| 1998–2001 | Hetedik mennyország            | 7th Heaven                                                        | telefonkezelő                               | 2 epizód                                   |
| 1999      | Rosszcsontok                   | Boys Will Be Boys                                                 | Mrs. Rudnick                                | tévéfilm                                   |
| 1999      | Halálbiztos diagnózis          | Diagnosis Murder                                                  | Liz Summers                                 | 1 epizód                                   |
| 2000      | Rocket Power                   | Rocket Power                                                      | kutyatulajdonos (hangja)                    | 1 epizód                                   |
| 2000      | Kutya legyek…                  | 100 Deeds for Eddie McDowd                                        | idős hölgy                                  | 1 epizód                                   |
| 2000      | Hódító hódok                   | The Angry Beavers                                                 | Mrs. Beaver (hangja)                        | 1 epizód                                   |
| 2000–2002 | Bárány a nagyvárosban          | Sheep in the Big City                                             | idős hölgy (hangja)                         | 8 epizód                                   |
| 2003      |                                | Passions                                                          | Kravitz nővér                               | 6 epizód                                   |
| 2006–2007 |                                | Come on Over                                                      | Ruthie                                      | 2 epizód                                   |